# Lijst van langste rivieren ter wereld
Hieronder volgt een lijst van langste rivieren ter wereld. Alle rivieren langer dan 2000 km zijn opgenomen in de lijst.

## Lijst

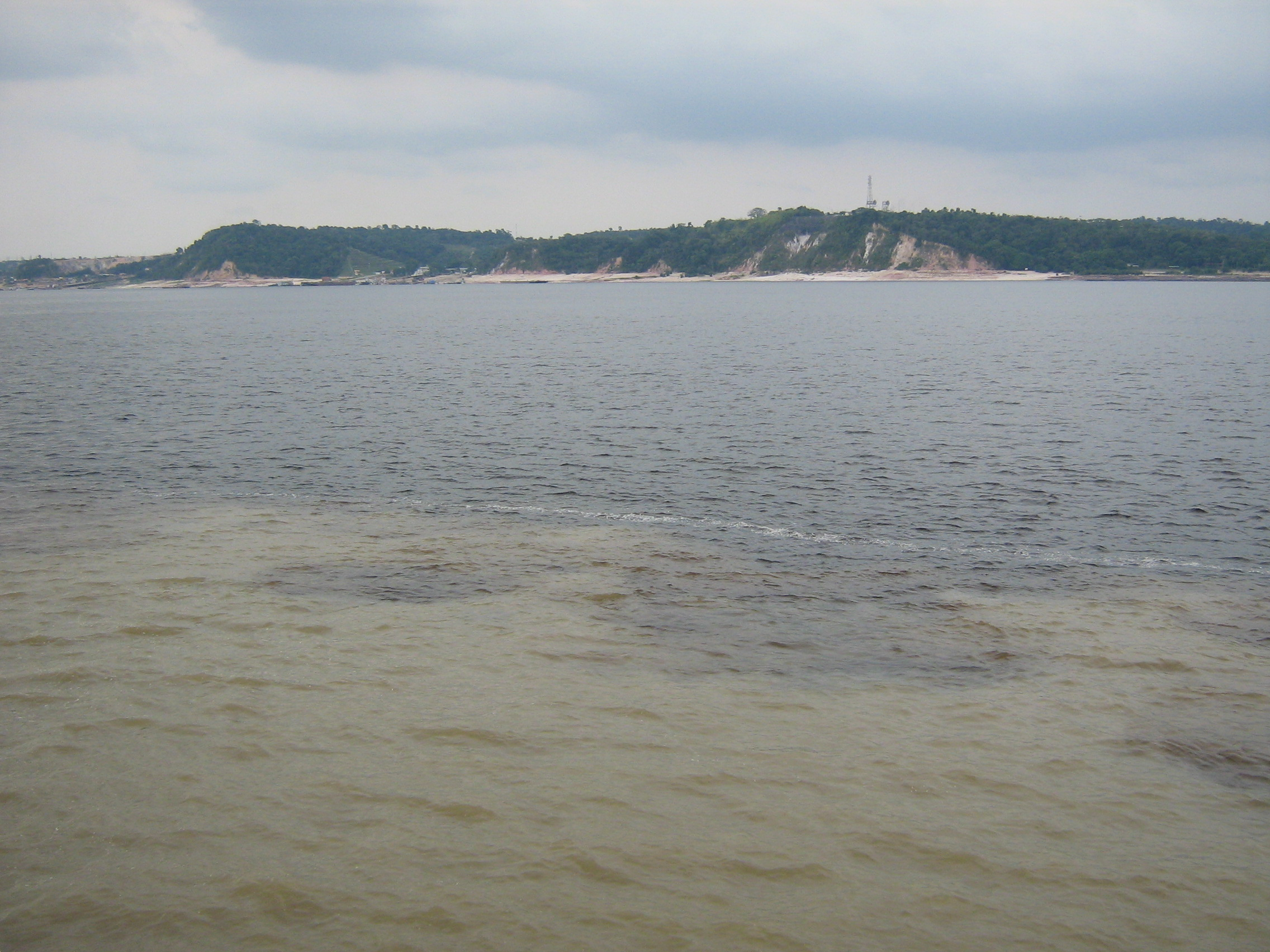
1- Amazone

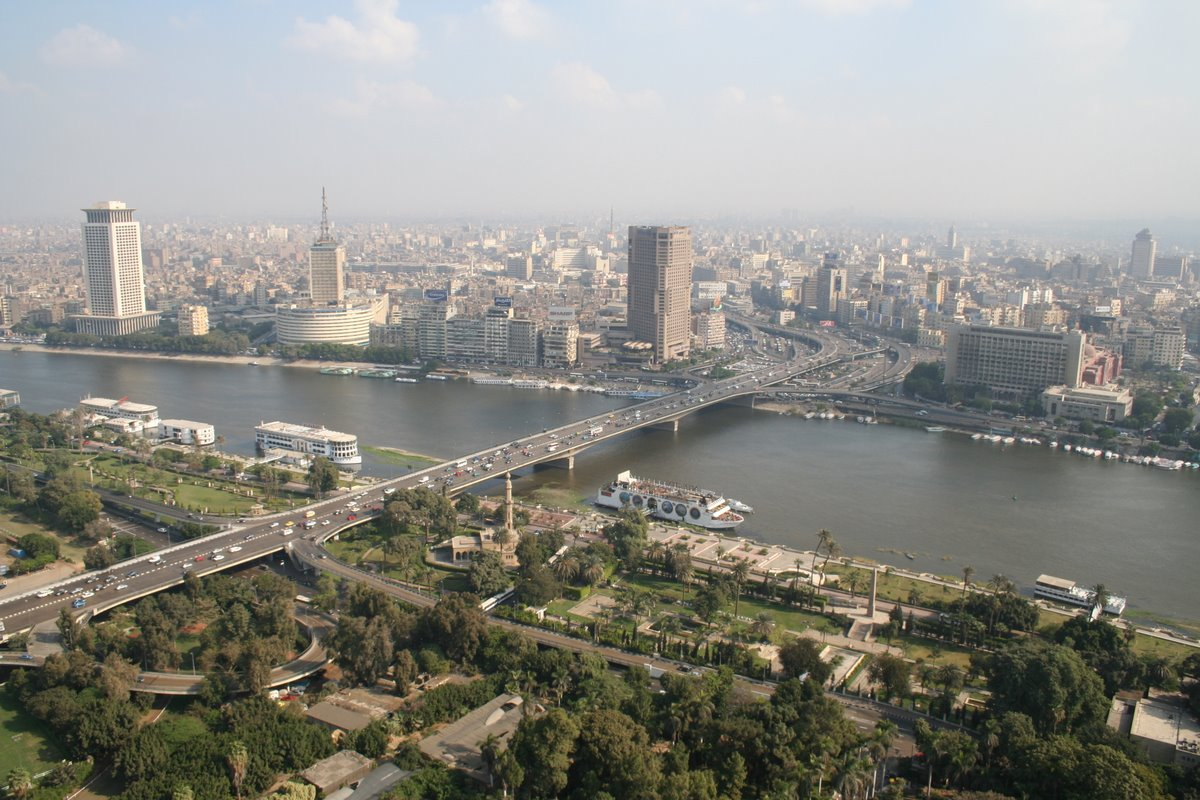
2- Nijl

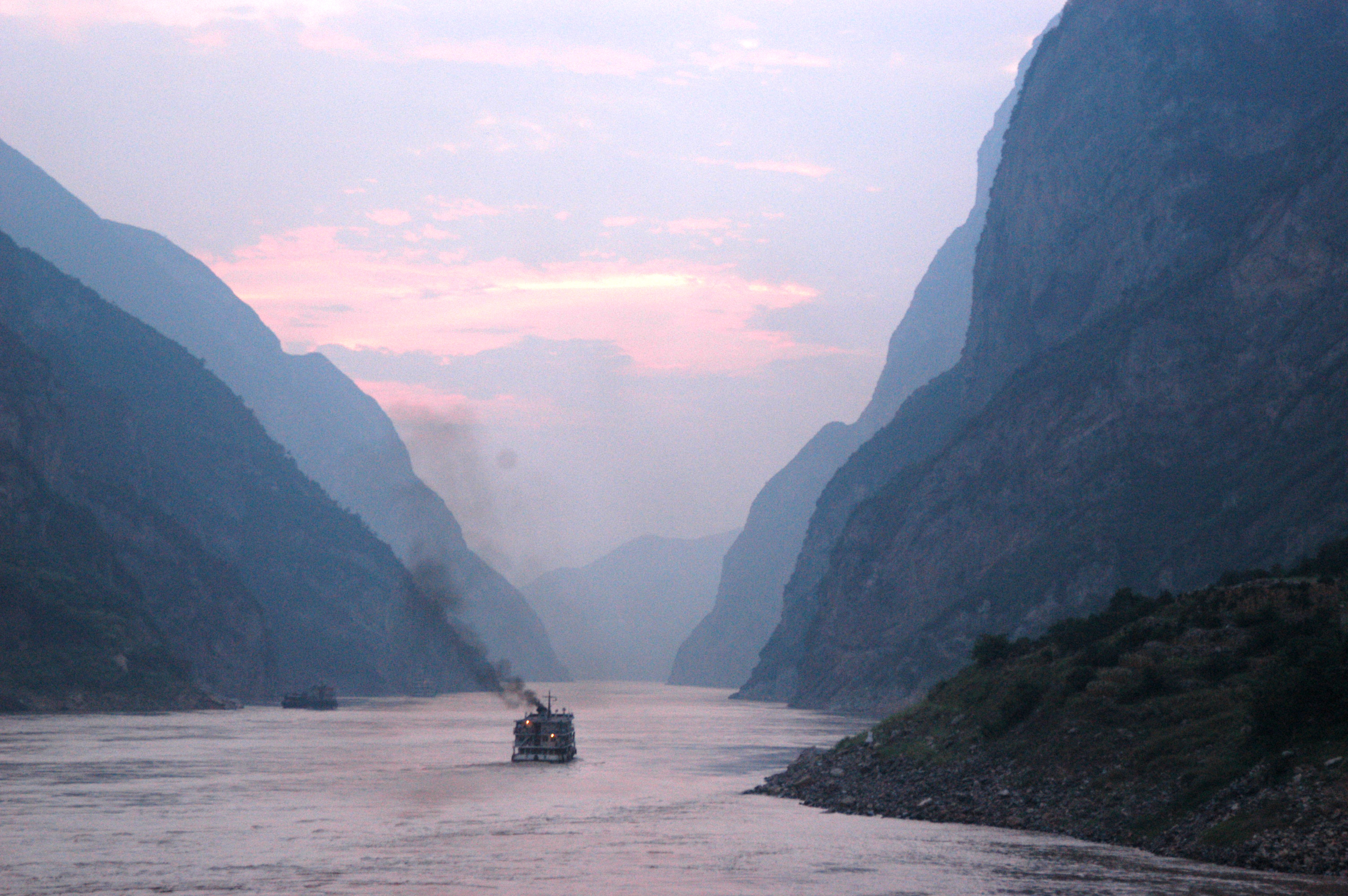
3- Yangtze

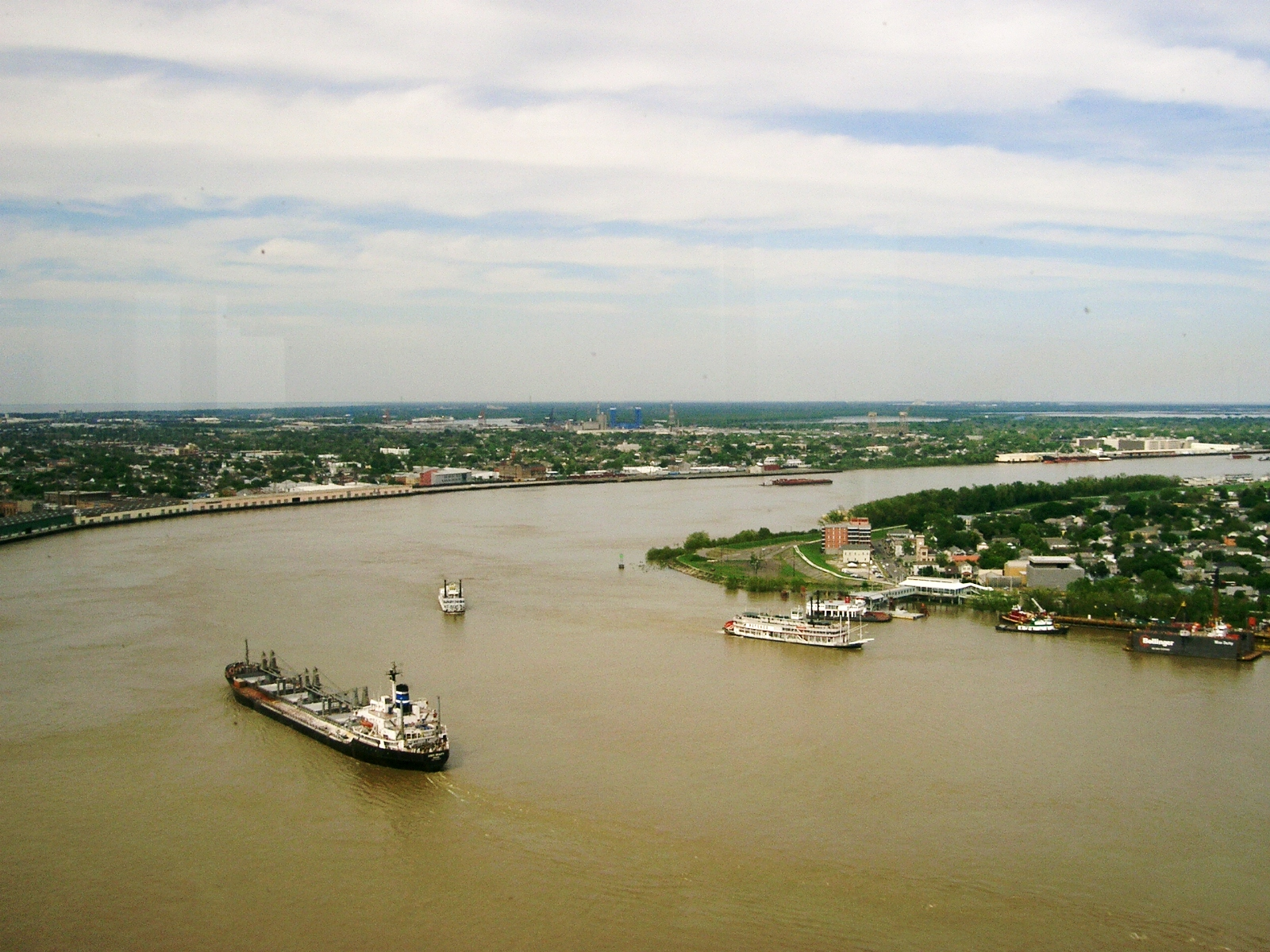
4- Mississippi

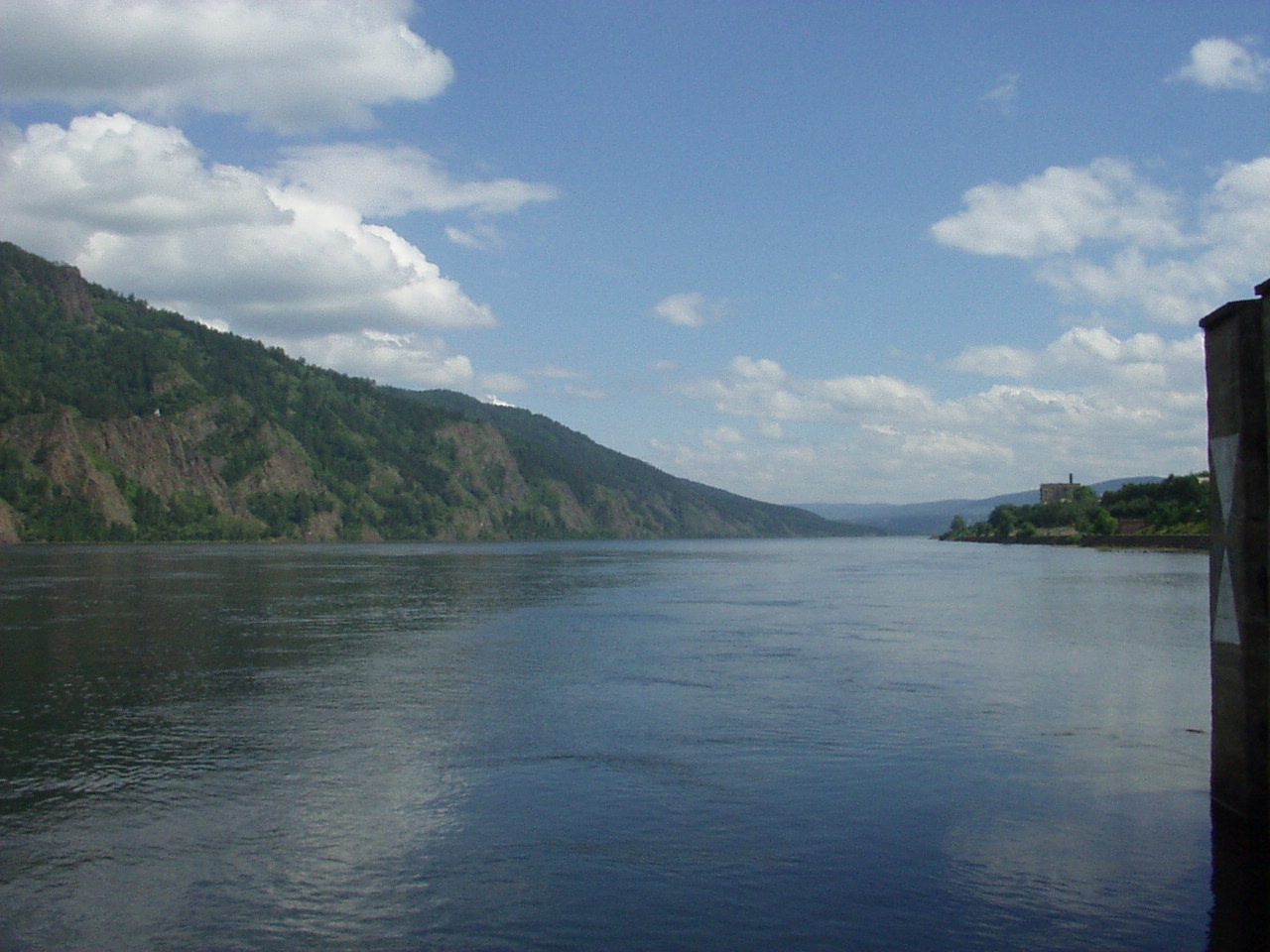
5- Jenisej

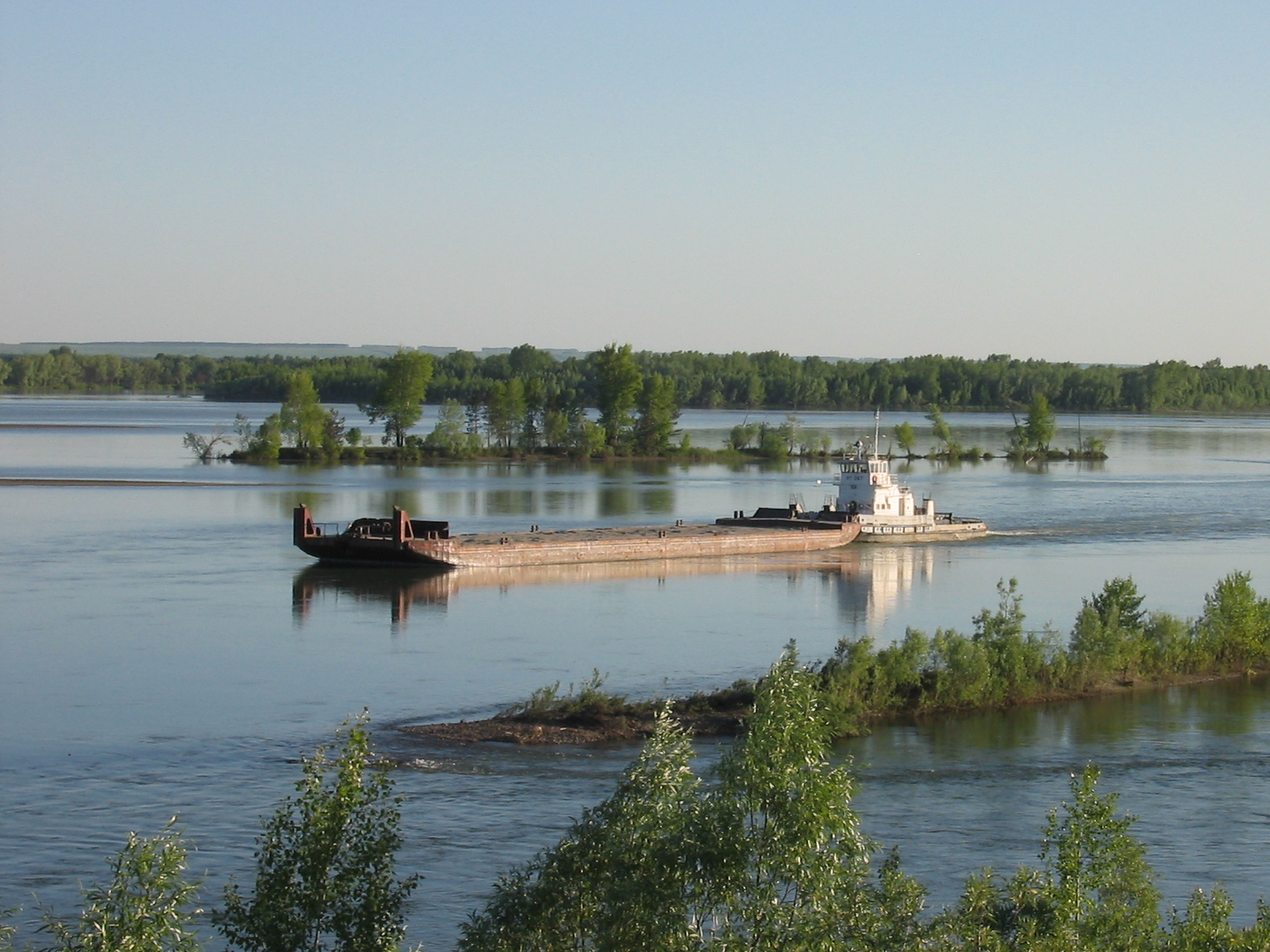
6- Ob

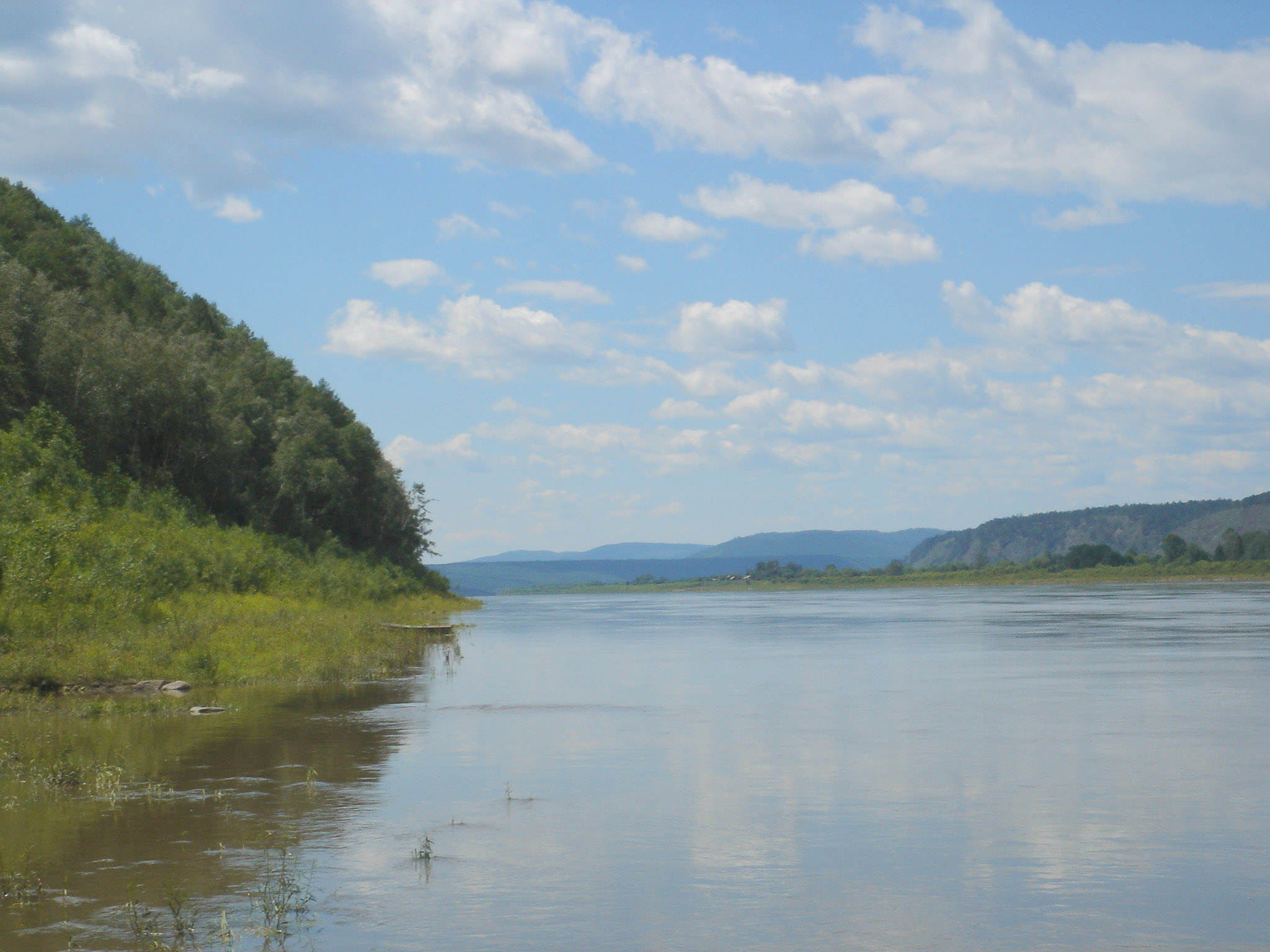
7- Amoer

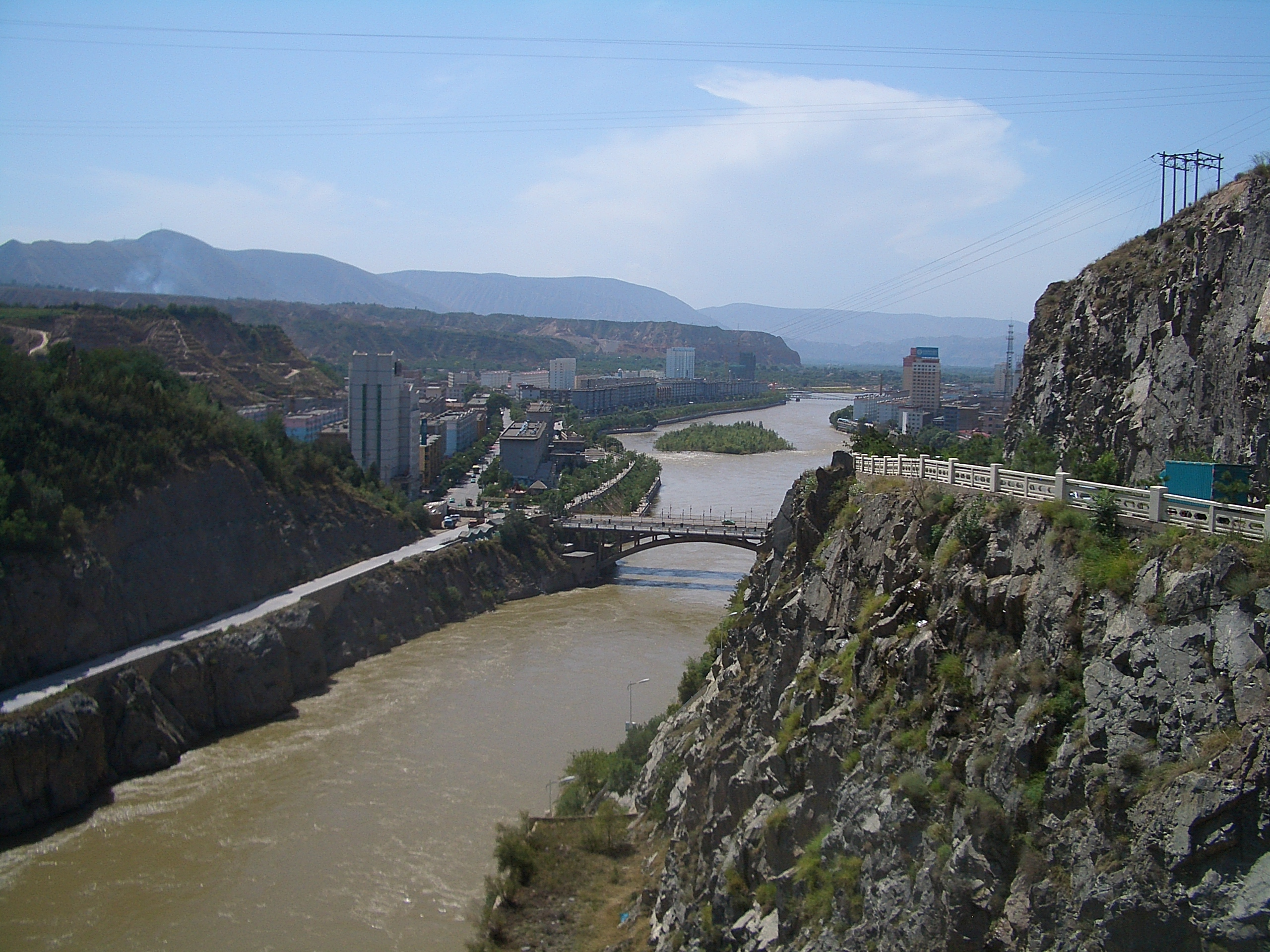
8- Gele Rivier

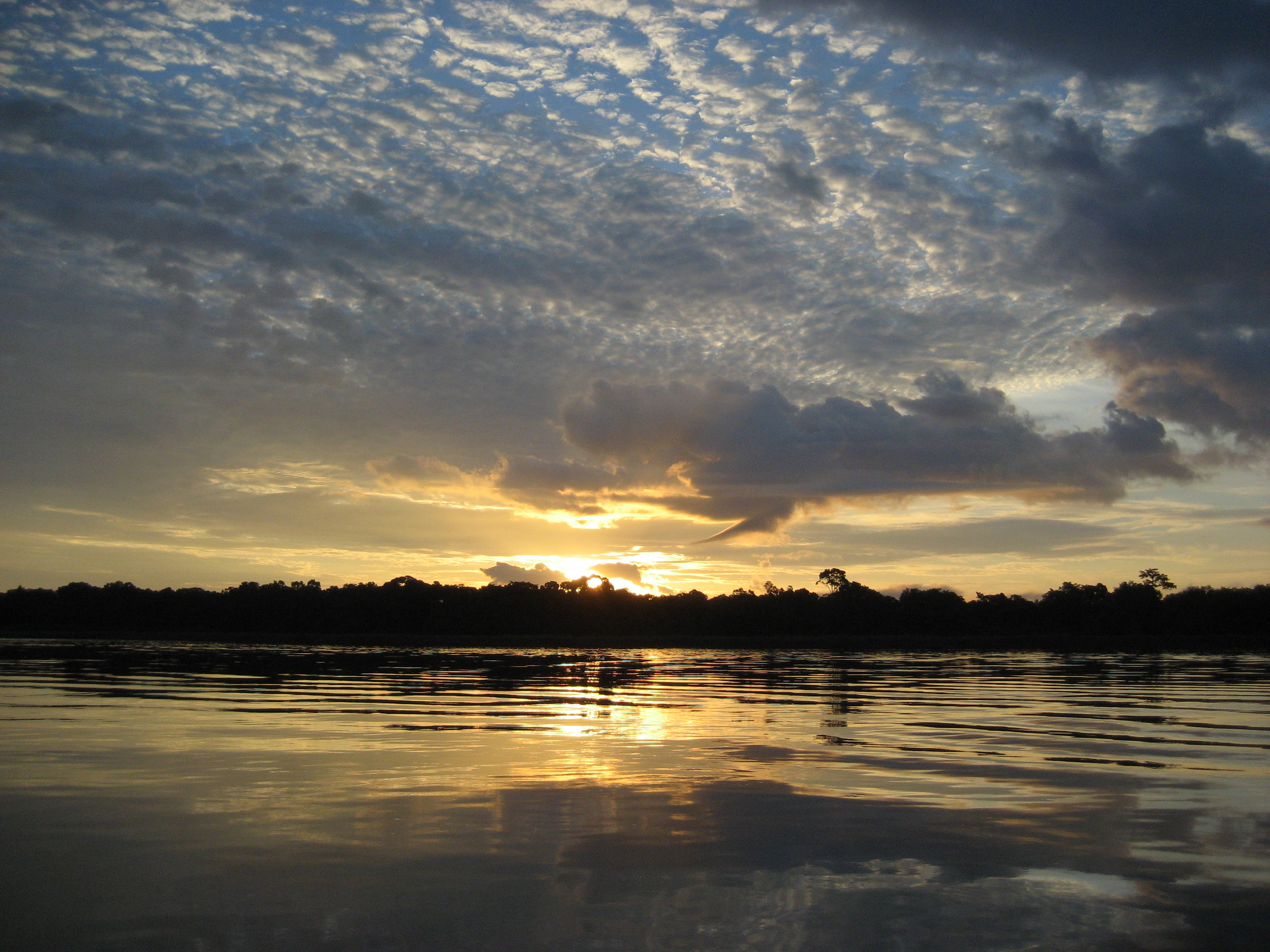
9- Kongo

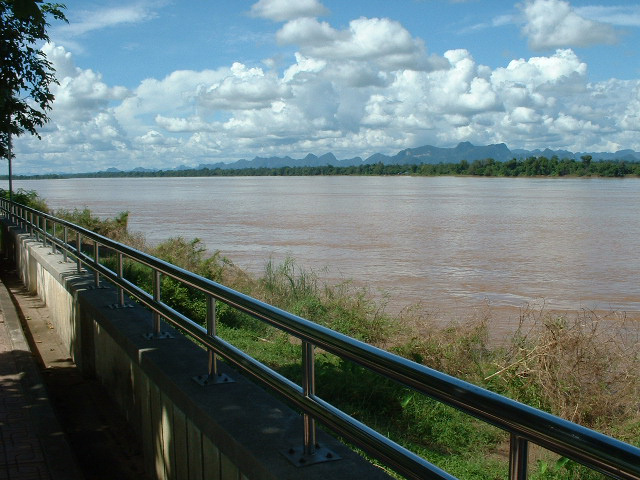
10- Mekong

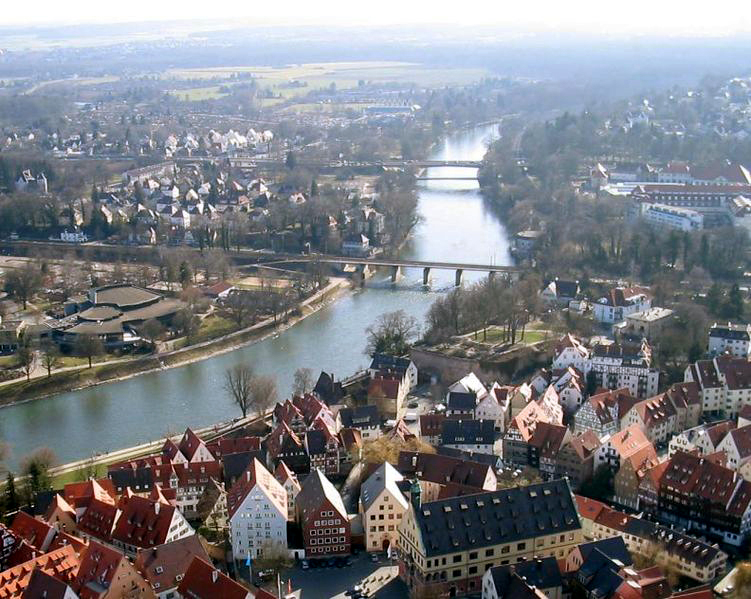
41- Donau

| lengte (km) | naam                                                 | continent     | bron                                  | monding                      | stroom- gebied (km²) | debiet (m³/s) |
| ----------- | ---------------------------------------------------- | ------------- | ------------------------------------- | ---------------------------- | -------------------- | ------------- |
| 6.992       | Amazone met de Ucayali en Apurímac                   | Zuid-Amerika  | Andes                                 | Atlantische Oceaan           | 6.112.000            | 209.000       |
| 6.695       | Nijl met de Kagera                                   | Afrika        | Nationaal park Nyungwe Forest         | Middellandse Zee             | 3.254.853            | 2.660         |
| 6.380       | Yangtze met de Tongtian He                           | Azië          | Tibet                                 | Oost-Chinese Zee             | 1.722.155            | 31.900        |
| 6.051       | Mississippi + Missouri met de Jefferson              | Noord-Amerika | Itascameer                            | Golf van Mexico              | 2.981.076            | 18.400        |
| 5.540       | Jenisej + Angara met de Selenga en de Ider           | Azië          | Sajan                                 | Noordelijke IJszee           | 2.554.482            | 19.600        |
| 5.410       | Ob + Irtysj                                          | Azië          | Mongoolse Altaj                       | Obboezem                     | 2.972.497            | 12.500        |
| 5.052       | Amoer met de Argoen + Kherlen                        | Azië          | Grote Sjingan                         | Zee van Ochotsk              | 2.400.000            | 11.400        |
| 4.845       | Gele Rivier                                          | Azië          | Tibet                                 | Gele Zee                     | 752.000              | 2.570         |
| 4.835       | Kongo + Luvua met de Luapala en Chambeshi            | Afrika        | ten zuiden van het Tanganyika-meer    | Atlantische Oceaan           | 3.730.474            | 39.160        |
| 4.500       | Mekong                                               | Azië          | Tibet                                 | Zuid-Chinese Zee             | 795.000              | 15.000        |
| 4.444       | Amoer met de Argoen                                  | Azië          | Grote Sjingan                         | Zee van Ochotsk              | 1.929.981            | 11.400        |
| 4.411       | Amoer met de Sjilka en Onon                          | Azië          | Jablonovy-gebergte                    | Zee van Ochotsk              | 1.929.981            | 11.400        |
| 4.400       | Lena                                                 | Azië          | Baikalgebergte                        | Laptevzee                    | 2.306.772            | 17.100        |
| 4.374       | Kongo                                                | Afrika        | ten zuiden van het Tanganyika-meer    | Atlantische Oceaan           | 3.730.474            | 39.160        |
| 4.338       | Ob met de Katoen                                     | Azië          | Altaj                                 | Obboezem                     | 2.972.497            | 12.500        |
| 4.260       | Mackenzie met de Peace en Finlay                     | Noord-Amerika | Rocky Mountains                       | Beaufortzee                  | 1.743.058            | 10.700        |
| 4.248       | Irtysj                                               | Azië          | Mongoolse Altaj                       | Ob                           | 1.673.470            | 2.960         |
| 4.184       | Niger                                                | Afrika        | Lomagebergte                          | Atlantische Oceaan           | 2.261.763            | 6.000         |
| 4.130       | Missouri met de Red Rock River                       | Noord-Amerika | Rocky Mountains                       | Mississippi                  | 1.371.010            | 2.445         |
| 4.092       | Jenisej                                              | Azië          | Sajan                                 | Noordelijke IJszee           | 2.554.482            | 19.600        |
| 3.998       | Paraná met de Rio Grande                             | Zuid-Amerika  | Serra da Mantiqueira                  | Rio de la Plata              | 2.582.672            | 17.300        |
| 3.778       | Mississippi                                          | Noord-Amerika | Lake Itasca                           | Golf van Mexico              | 2.981.076            | 18.400        |
| 3.672       | Murray + Darling met de Culgoa, Balonne en Condamine | Australië     | Groot Australisch Scheidings-gebergte | Indische Oceaan              | 1.058.549            | 748           |
| 3.650       | Ob (zonder bronrivier)                               | Azië          | Altaj                                 | Obboezem                     | 2.972.497            | 12.500        |
| 3.596       | Sjatt al-Arab met de Eufraat en Murat                | Azië          | ten noorden van het Vanmeer           | Perzische Golf               | 1.125.000            | 1.750         |
| 3.530       | Wolga                                                | Europa        | Waldajhoogte                          | Kaspische Zee                | 1.360.000            | 8.064         |
| 3.450       | Meghna met de Padma en de Brahmaputra                | Azië          | Himalaya                              | Golf van Bengalen            | 1.722.300            | 36.500        |
| 3.380       | Eufraat en Murat                                     | Azië          | ten noorden van het Vanmeer           | Sjatt al-Arab                | 765.831              | 837           |
| 3.380       | Madeira met de Mamoré en Grande                      | Zuid-Amerika  | Andes                                 | Amazone                      | 1.420.000            | 31.200        |
| 3.283       | Juruá                                                | Zuid-Amerika  | Andes                                 | Amazone                      | 225.828              | 8.440         |
| 3.210       | Purús                                                | Zuid-Amerika  | Andes                                 | Amazone                      | 371.042              | 10.970        |
| 3.199       | São Francisco                                        | Zuid-Amerika  | Serra da Canastra                     | Atlantische Oceaan           | 617.812              | 2.940         |
| 3.185       | Yukon met de Teslin en de Nisutlin                   | Noord-Amerika | Rocky Mountains                       | Beringzee                    | 854.700              | 6.430         |
| 3.180       | Indus                                                | Azië          | Himalaya                              | Arabische Zee                | 1.081.733            | 7.160         |
| 3.100       | Brahmaputra                                          | Azië          | Himalaya                              | Golf van Bengalen            | 651.334              | 21.200        |
| 3.034       | Rio Grande                                           | Noord-Amerika | Rocky Mountains                       | Golf van Mexico              | 608.023              | 160           |
| 3.019       | Syr Darja met de Naryn                               | Azië          | Tiensjan                              | Aralmeer                     | 782.669              | 700           |
| 3.010       | Orinoco met de Guaviare                              | Zuid-Amerika  | Serra Parima                          | Atlantische Oceaan           | 953.598              | 35.000        |
| 2.989       | Beneden-Toengoeska                                   | Azië          | Midden-Siberisch Bergland             | Jenisej                      | 473.000              | 3.680         |
| 2.980       | Salween                                              | Azië          | Tibet                                 | Andamanse Zee                | 324.000              | 6.700         |
| 2.857       | Donau met de Breg                                    | Europa        | Zwarte Woud                           | Zwarte Zee                   | 817.000              | 6.700         |
| 2.824       | Amoer (zonder bronrivier)                            | Azië          | Henti                                 | Zee van Ochotsk              | 1.855.000            | 9.819         |
| 2.844       | Darling                                              | Australië     | Groot Australisch Scheidings-gebergte | Murray                       | 635.480              | 102           |
| 2.816       | Japurá                                               | Zuid-Amerika  | Andes                                 | Amazone                      | 255.700              | 18.600        |
| 2.743       | Amu Darja met de Panj                                | Azië          | Pamir/ Hindoekoesj                    | Aralmeer                     | 465.000              | 1.300         |
| 2.671       | Nelson met de Saskatchewan                           | Noord-Amerika | Rocky Mountains                       | Hudsonbaai                   | 1.093.442            | 3.486         |
| 2.670       | Ucayali met de Apurímac                              | Zuid-Amerika  | Andes                                 | Amazone                      | 337.519              | 13.500        |
| 2.650       | Viljoej                                              | Azië          | Midden-Siberisch Bergland             | Lena                         | 454.000              | 1.480         |
| 2.450       | Tocantins met de Araguaia                            | Zuid-Amerika  | Mato Grosso-Plateau                   | Atlantische Oceaan           | 749.200              | 11.360        |
| 2.375       | Murray                                               | Australië     | Australische Alpen                    | Indische Oceaan              | 1.058.549            | 748           |
| 2.574       | Zambesi                                              | Afrika        | Zambia                                | Indische Oceaan              | 1.332.574            | 7.070         |
| 2.554       | Yukon (zonder bronrivier)                            | Noord-Amerika | Coast Mountains                       | Beringzee                    | 854.700              | 6.430         |
| 2.549       | Paraguay                                             | Zuid-Amerika  | Mato Grosso-Plateau                   | Paraná                       | 1.168.540            | 4.300         |
| 2.513       | Kolyma                                               | Azië          | Kolyma-gebergte                       | Oost-Siberische Zee          | 679.908              | 3.900         |
| 2.511       | Ganges                                               | Azië          | Himalaya                              | Golf van Bengalen            | 1.016.104            | 13.000        |
| 2.450       | Tocantins                                            | Zuid-Amerika  | Serra do Cocalzinho                   | Atlantische Oceaan           | 764.183              | 11.360        |
| 2.450       | Isjim                                                | Azië          | Saryarka-steppe                       | Irtysj                       | 177.000              | 83            |
| 2.428       | Oeral                                                | Europa/Azië   | Oeral                                 | Kaspische Zee                | 244.280              | 297           |
| 2.421       | Saint Lawrencerivier met de North River              | Noord-Amerika | Minnesota                             | Atlantische Oceaan           | 1.030.000            | 10.400        |
| 2.400       | Rio Negro                                            | Zuid-Amerika  | Andes                                 | Amazone                      | 720.114              | 26.400        |
| 2.333       | Colorado                                             | Noord-Amerika | Rocky Mountains                       | Grote Oceaan                 | 629.100              | 620           |
| 2.333       | Arkansas                                             | Noord-Amerika | Rocky Mountains                       | Mississippi                  | 435.122              | 1.271         |
| 2.292       | Olenjok                                              | Azië          | Midden-Siberisch Bergland             | Noordelijke IJszee/Laptevzee | 219.000              | 1.210         |
| 2.291       | Tapajos met de Teles Pires                           | Zuid-Amerika  | Mato Grosso-Plateau                   | Amazone                      | 486.792              | 13.540        |
| 2.285       | Dnjepr                                               | Europa        | Waldajhoogte                          | Zwarte Zee                   | 531.817              | 1.670         |
| 2.273       | Aldan                                                | Azië          | Stanovoj-gebergte                     | Lena                         | 729.000              | 5.060         |
| 2.272       | Ubangi met de Uele                                   | Afrika        | Grote Slenk                           | Congo                        | 754.830              | 5.936         |
| 2.240       | Columbia + Snake                                     | Noord-Amerika | Rocky Mountains                       | Grote Oceaan                 | 669.300              | 7.500         |
| 2.198       | Araguaia                                             | Zuid-Amerika  | Mato Grosso-Plateau                   | Tocantins                    | 384.800              | 5.500         |
| 2.197       | Xi Jiang                                             | Azië          | Llanwan Shan                          | Zuid-Chinese Zee             | 409.458              | 7.410         |
| 2.190       | Tarim met de Yarkand                                 | Azië          | Karakoram                             | Lob Nuur                     | 560.000              | 920           |
| 2.160       | Oranjerivier                                         | Afrika        | Drakensbergen                         | Atlantische Oceaan           | 973.000              | 370           |
| 2.153       | Kasaï                                                | Afrika        | Bié-plateau                           | Congo                        | 881.890              | 9.870         |
| 2.102       | Ohio met de Allegheny                                | Noord-Amerika | Appalachen                            | Mississippi                  | 490.574              | 7.973         |
| 2.170       | Irrawaddy                                            | Azië          | Himalaya                              | Andamanse Zee                | 413.674              | 13.000        |
| 2.060       | Brazos                                               | Noord-Amerika | Llano Estacado                        | Golf van Mexico              | 121.281              | 230           |
| 2.023       | Tsjoelym met de Witte Iyus                           | Azië          | Koeznetskse Alataoe                   | Ob                           | 134.000              | 790           |
| 2.011       | Salado del Norte                                     | Zuid-Amerika  | Andes                                 | Paraná                       | 247.000              | 170           |